# Notommata silphoides
Notommata silphoides is een raderdiertjessoort uit de familie Notommatidae. De wetenschappelijke naam van deze soort is voor het eerst geldig gepubliceerd in 1923 door Beauchamp.